# Mirny (Kaliningrad)
 Mirny (russisch Мирный) ist eine Siedlung in der russischen Oblast Kaliningrad. Sie gehört zur kommunalen Selbstverwaltungseinheit Munizipalkreis Krasnosnamensk im Rajon Krasnosnamensk.
Bei Mirny handelt es sich um einen Ort, der nach 1945 zu einem nicht bekannten Zeitpunkt im Bereich des bei den Endkämpfen des Zweiten Weltkriegs völlig verwüsteten Gebietes östlich von Pillkallen/Schloßberg, heute russisch Dobrowolsk, am Rande des danach eingerichteten Truppenübungsplatzes auf dem Gebiet der ehemaligen ostpreußischen Gemeinde Szieden (Schieden) neu entstanden ist, dessen Ortskern sich einige hundert Meter weiter südlich befand.
Mirny liegt sieben Kilometer nordöstlich von Dobrowolsk an einer Abzweigung der Regionalstraße 27A-012 (ex R509).

## Geschichte
Mirny wurde offiziell 1997 in den Dorfbezirk Dobrowolski selski okrug im Rajon Krasnosnamensk eingegliedert. Von 2008 bis 2015 gehörte Mirny zur Landgemeinde Dobrowolskoje selskoje posselenije, von 2016 bis 2021 zum Stadtkreis Krasnosnamensk und seither zum Munizipalkreis Krasnosnamensk.

### Einwohnerentwicklung
| Jahr | Einwohner |
| ---- | --------- |
| 2002 | 133       |
| 2010 | 145       |
| 2021 | 88        |